# Bosse d'écriture
On appelle bosse d'écriture (ou boule de l'écrivain) une bosse pouvant apparaître sur le majeur des personnes faisant un usage régulier et intensif d'outils d'écriture tels que le stylo ou le crayon. Cette bosse peut disparaitre avec la diminution de l'écriture.
Cette bosse apparaît sur différents doigts de la main selon le type d'écriture, par exemple Voltaire avait la boule de l'écrivain sur l'annulaire. 

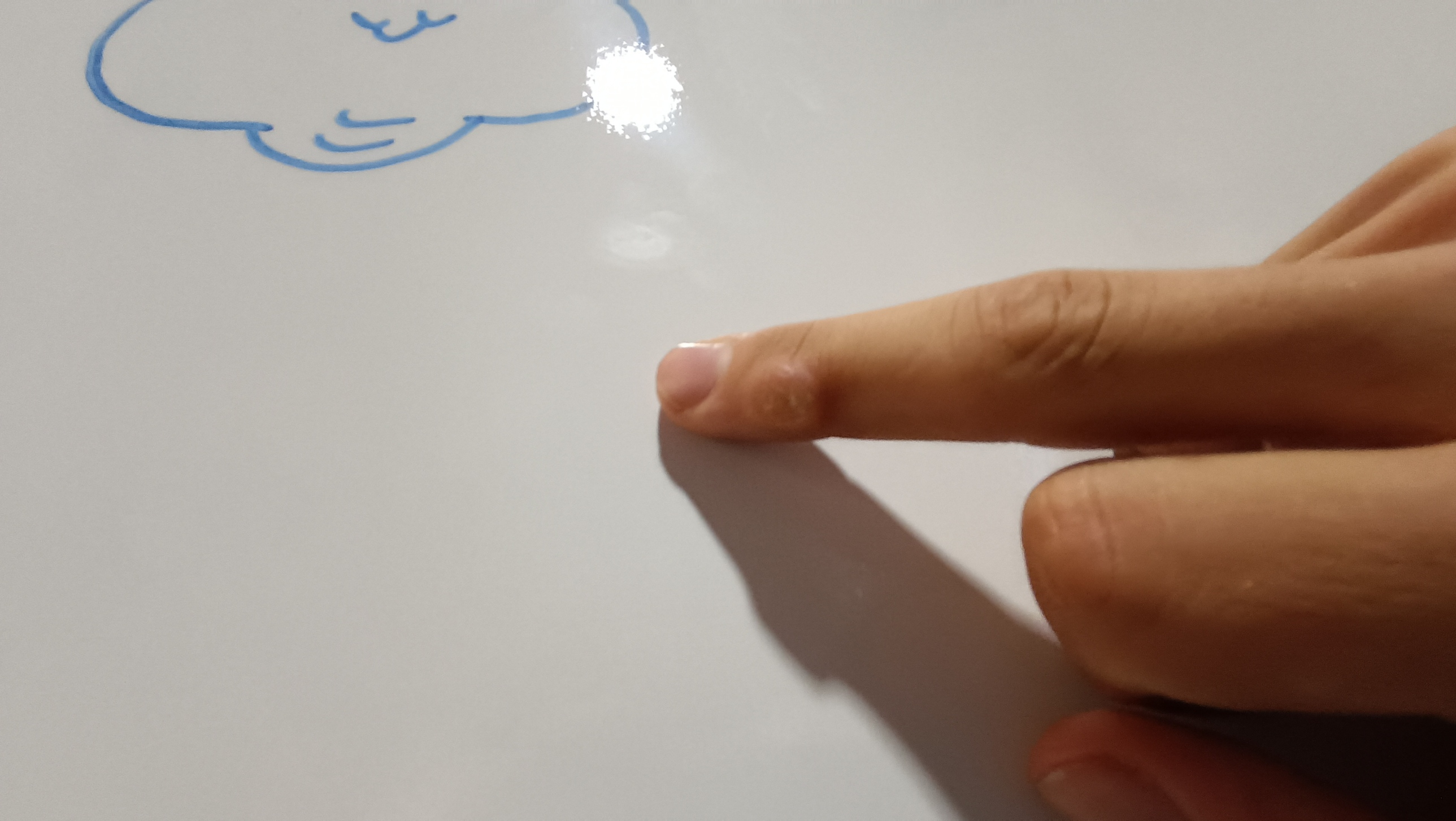
Bosse d'écriture d'un élève de CPGE (Classe préparatoire aux grandes écoles)

 (janvier 2019).
Si vous disposez d'ouvrages ou d'articles de référence ou si vous connaissez des sites web de qualité traitant du thème abordé ici, merci de compléter l'article en donnant les références utiles à sa vérifiabilité et en les liant à la section « Notes et références ».